# Tam-tam (film)
Pour plus de détails, voir Fiche technique et Distribution.
Tam-tam (Tam tam Mayumbe) est un film franco-italien de Gian Gaspare Napolitano et Folco Quilici, sorti en 1955.

## Synopsis
Colonie du Congo, 1925. Le docteur Leonardi lutte depuis des années contre la maladie du sommeil qui décime la population des campagnes. La situation  sanitaire est devenue désastreuse, car son assistant le jeune docteur Assar a provoqué des décès par des médications expérimentales. Les tam-tams ont répandu de village en village la rumeur que les soins des blancs sont mortels et déclenché une révolte. De surcroit un trafic d'alcool à grande échelle prétend se substituer aux soins. Léonardi ne peut obtenir de renseignements sur l'origine du trafic de la part du commerçant portugais Martinez, seul blanc de la région qui comprenne le langage des tam-tams. En effet, Martinez en est l'organisateur ! Léonardi va donc remonter le fleuve pour rejoindre son confrère, le médecin itinérant Alessandrini, et enquêter dans les villages malgré l'hostilité des habitants et les manigances de Martinez ...

## Fiche technique
- Titre original : Tam tam Mayumbe
- Titre français : Tam-tam
- Réalisation : Gian Gaspare Napolitano et Folco Quilici
- Scénario : Louis Chavance, Daniele D'Anza et Gian Gaspare Napolitano d'après le roman de ce dernier
- Photographie : Tino Santoni (en)
- Musique : Angelo Francesco Lavagnino
- Pays d'origine : Italie - France
- Genre : aventure
- Date de sortie : 1955

## Distribution
- Charles Vanel : Carlo Leonardi
- Marcello Mastroianni : Alessandrini
- Pedro Armendáriz : Martinez
- Kerima : Madalena
- Jacques Berthier : Clemens Van Waerten
- Paul Müller : Dr Assar
- Habib Benglia : Gomba
- Philippe Lemaire